# Carl Conrad Best
Carl Conrad Best (auch Charles Best; * Februar 1765 in Hannover; † 5. Dezember 1836 in Verden) war königlich hannoverischer Generalmajor sowie Träger des Guelphen-Ordens und zuletzt Chef des 7. hannoverschen Infanterie-Regiments.

## Herkunft
Sein Vater war der Hauptmann Conrad Heinrich Best, seine Onkel Wilhelm und Georg waren in der Botschaft in London tätig, wo sie unter anderem Bücher für die Universitätsbibliothek in Göttingen beschafften.

## Leben
Er ging zur Armee und wurde dort Kadett. 1781 wurden in Hannover zwei Regimenter für Indien zusammengestellt, denen sich Carl Conrad zusammen mit seinem älteren Bruder Georg († 1791) anschloss. Er kam in das Regiment Nr. 14 und wurde 1781 Fähnrich im Dienste der Britischen Ostindien-Kompanie.

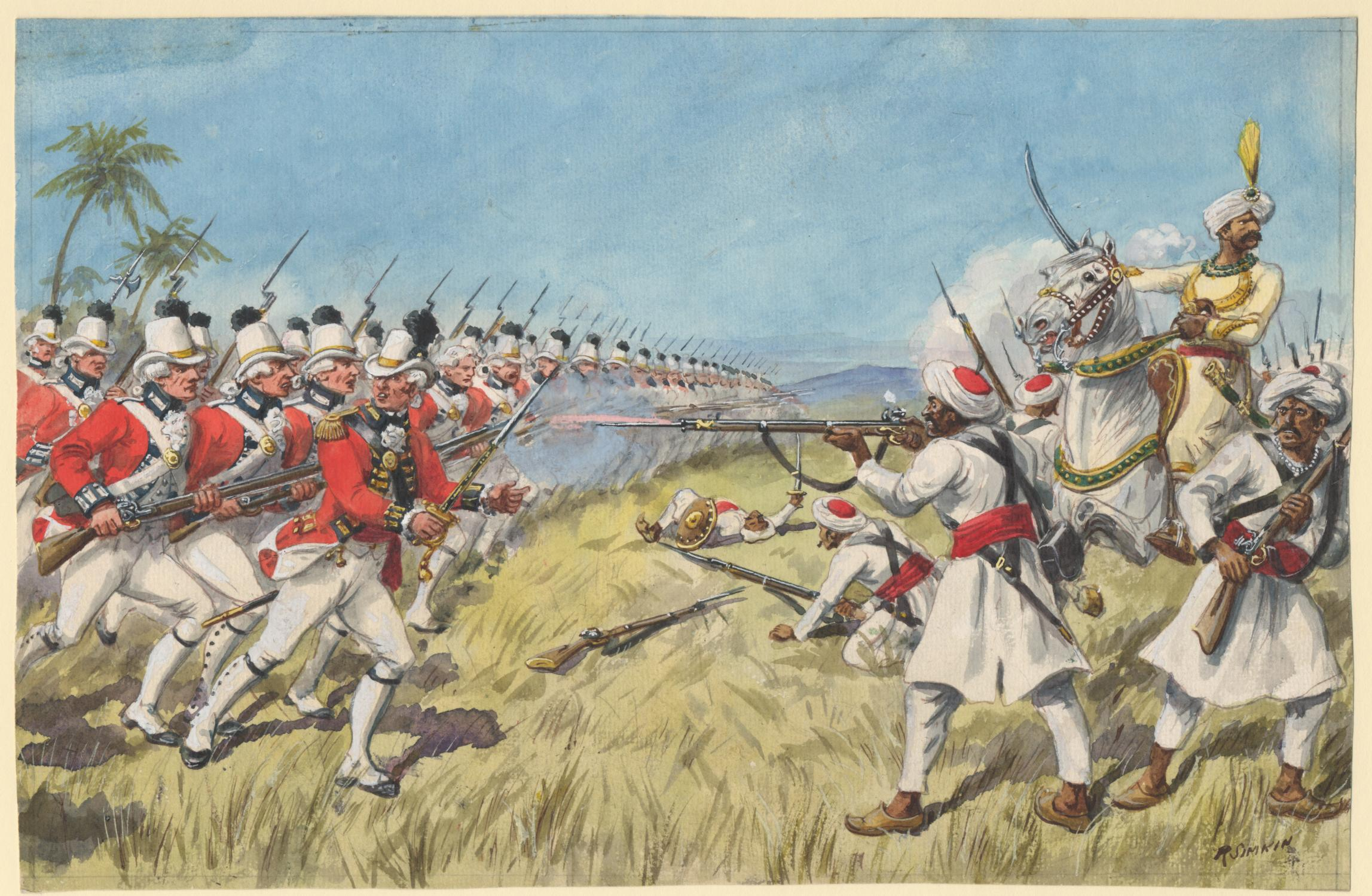
Schlacht bei Cuddalore (1783)

Die Regimenter kamen nach Madras und bildeten dort zunächst ein Detachement unter dem Oberstleutnant Christoph August von Wangenheim, das im Juni 1783 zur Armee des Generalmajors James Stuart († 1793) kam. Am 13. Juni 1783 wurde Best in der Schlacht bei Cuddalore schwer verwundet. Zusammen mit anderen Verwundeten und Erkrankten wurde er zurück nach Madras gebracht. Er erholte sich wieder und wurde am 24. Juli 1783 zum Leutnant ernannt.
Die folgenden friedlichen Jahre verbrachte er in verschiedenen Garnisonen, bis 1791 die Verträge ausliefen. Das 13. Regiment wurde bereits 1791 nach Hause geschickt und entlassen. Das 14. Regiment wurde 1792 entlassen und in die kurhannoversche Armee übernommen. Im Jahr 1793 kam er als Premier-Lieutenant zur Leichten Infanterie. Bereits am 24. Juli 1794 wurde er Hauptmann im Regiment Nr. 12.
Im Ersten Koalitionskrieg war er in Flandern bei der Armee des Duke of York. Er kämpfte am 25. April 1794 in der Schlacht bei Moucron; auf dem Rückzug geriet er in Courtray fast in Gefangenschaft. Er nahm an den Kämpfen vom 18. und 22. Mai teil, sowie am 24. Juli 1794 an der Schlacht bei Rouselaer und Hooglede.
Best wurde zum Hauptmann befördert, nahm an den Gefechten an der Dommel und an der Aa teil; auf dem Rückzug zur Meusel kämpfte er in den Gefechten bei dem Fort St. Andree. Im Oktober 1794 nahm er an den Kämpfen bei Nijmegen teil. Die Alliierten zogen sich aus der Stadt bis hinter die Waal zurück, im Dezember befand sich Best dann beim Gefecht bei Raudwyk. Am 10. Juni 1795 konnten die Franzosen in der Schlacht bei Donawert die Waal queren, und die Alliierten gingen hinter den Rhein. Best kam zu Gefechten bei Velp bei Arnheim. Der Rückzug ging weiter über Zutphen nach Münster. Im Februar 1795 kämpfte er noch im Gefecht bei Gronde. Die Englische Armee zog sich über Bremen nach England zurück. Nach dem Separatfrieden der Preußen mit den Franzosen im April 1795 zogen sich auch die Hannoveraner zurück. Sie blieben zunächst in Münster und Osnabrück und kamen im Dezember in Hannover an. Die Preußen und Hannoveraner bildeten ein Observationskorps, dem auch Best angehörte, das Franzosen beobachten sollte.
Nach der Niederlage im Zweiten Koalitionskrieg kapitulierte die Armee 1803 mit der Konvention von Artlenburg. Wie viele andere Offiziere, wechselte Best daraufhin in die King’s German Legion, um weiter gegen Napoleon zu kämpfen. Bereits am 1. Oktober 1803 wurde Best Major im 2. Leichten Infanterie-Regiment.
Er landete mit einem Expeditionskorps im November 1805 unter dem Generalmajor Don an der Elbe. Nach der Schlacht bei Austerlitz zog sich das Korps über Cuxhaven zurück, von wo es nach Irland kam. Im Mai 1807 kam Best zusammen mit dem 2. Leichten Bataillon nach England. Dort wurde er zum Kommandeur des Bataillons. Im Juni 1807 landeten britische Truppen in der Ostsee, und das Bataillon kam auf die schwedische Insel Rügen. Im August wurden die Truppen nach Seeland verlegt, wo sie in der Bucht von Kioge anlandeten. Im Rahmen der Belagerung von Kopenhagen führte Best ein Detachment am 26. August bis in die Vororte der Stadt. Dafür erhielten er und Major Hugh Halkett eine Belobigung, sowie den Dank des Parlaments. Er kehrte noch im November 1807 nach England zurück und blieb in Ramsgate bis Ende April 1808 unter dem Kommando von Generalleutnant John Moore. Im Mai befand Best sich nochmal an der Ostsee, wurde dann aber zusammen mit Moore nach Spanien verlegt. Im Juli 1809 wurden die Truppen nach Holland geschickt.
Im Rahmen der Walcheren-Expedition landeten die Truppen unter Chatham in der Mündung der Schelde; dort nahmen sie an der Belagerung von Flushing teil, der Ort kapitulierte am 15. August. Best kam dann nach Südbeveland und Anfang September zurück nach Walcheren. Am 1. Januar 1812 wurde er Oberstleutnant im Brevet-Rang. Am 19. Mai 1812 wurde er dann wirklicher Oberstleutnant im 8. Linien-Regiment des KGL, seiner Zeit in Sizilien. Am 16. März 1814 wurde er mit einem Kontingent nach Hannover geschickt. Er wurde Kommandeur einer Brigade, die aus vier Bataillonen Hannoverischer Landwehr gebildet wurde. Im August 1814 marschierte er durch Brabant und Flandern. Die Truppe stand in Brügge, als Napoleon zurückkehrte. Best wurde nach Ypern beordert, im Mai 1815 übergab er das Kommando an einen neuen Gouverneur. Er kam nach Brüssel, wo die Brigade zur 6. Division unter dem Duke von Wellington kam.
Am 15. Juni wurde Best mit der Schottischen Brigade gegen das Korps des Marschalls Ney in der Schlacht bei Quatre-Bras geschickt. Das Kommando fand den Marschall am 16. am Nachmittag. Ein Bataillon der Brigade Best (Landwehrbataillon Lüneburg unter Ludwig Heinrich Philipp von Ramdohr) konnte dabei einen Angriff französischer Kürassiere abwehren. Am 18. Juni konnte sich die Brigade erneut auszeichnen. Der Divisionskommandeur, Generalmajor Sir James Kempt (Nachfolger des gefallenen Generals Thomas Picton), sprach der Brigade eine Belobigung aus. Im Dezember 1815 kehrte die Einheit nach Hannover zurück.
Bei seiner Rückkehr wurde Best Kommandeur des Guelphen-Ordens. Am 14. September 1816 wurde er zum Oberst der hannoverschen Armee befördert und Inhaber des Hannoverischen Infanterie-Regiments Celle. Am 16. April 1818 wurde er dann noch Generalmajor und am 9. Mai 1820 als Chef zum 7. hannoverschen Infanterie-Regiment versetzt. Am 27. Mai 1828 ging er in Pension und zog nach Verden, dort starb er am 5. Dezember 1836.

## Familie
Er heiratete 1789 Elisabeth Ward, die Tochter des Malers und Oberst Francis Swain Ward. Sein Sohn war der Oberst Wilhelm Best (* 16. November 1799; † 23. Februar 1886), dieser heiratete Ida Sertürner (* 26. Juni 1827; † 1. März 1892), eine Tochter des Apothekers Friedrich Sertürner.
Im Jahr 1823 heiratete er Louisa von Robertson, Tochter von Captain Ernest von Robertson (gefallen am 28. November 1811 bei Belam).

## Werke
- Briefe Über Ost-Indien, das Vorgebirge der Guten Hoffnung und die Insel St. Helena, Leipzig 1807 (Digitalisat)